# Anneliese Bilger-Geigenberger
Anneliese Bilger-Geigenberger (* 7. September 1914 in München; † 27. Dezember 2006 in Ulm) war eine deutsche Kunstmalerin des Abstrakten Expressionismus und Bildhauerin. Ihr Werk umfasst Figuren, Blumen und Stillleben.

## Leben
Anneliese und ihr Zwillingsbruder Hanns-Otto Geigenberger, Kinder des Malers Otto Geigenberger und seiner Ehefrau Chelion Geigenberger, wurden am 7. September 1914 in Wasserburg am Inn geboren. Ihre Kindheit war vom Ersten Weltkrieg überschattet. Über die Jugendjahre von Anneliese ist nicht viel bekannt. Sie begleitete ihren Vater auf seinen zahlreichen Reisen. Während jener Zeit entwickelte sich auch ihre Liebe zur Malerei. Sie besuchte das Lyzeum. Danach studierte sie an der Akademie der Bildenden Künste München. Während ihrer Zeit dort war sie Schülerin von Bernhard Bleeker und Olaf Gulbransson. Nach ihrem Studienabschluss begann ihre Schaffenszeit als Malerin. Jene Zeit war von der Weltwirtschaftskrise und dem aufkommenden Nationalsozialismus überschattet.
In den 1940er Jahren studierte sie Innenarchitektur. Während des Zweiten Weltkrieges heiratete sie ihren ersten Ehemann Lorenz Vogelsamer, der in der deutschen Armee mit dem Dienstgrad eines Hauptmanns diente. Das Paar wohnte zu jener Zeit in Berlin. Nachdem ihre Wohnung während eines Luftangriffs durch die Alliierten zerstört worden war, zogen Anneliese und Lorenz Vogelsamer nach Scheßlitz im oberfränkischen Landkreis Bamberg. Dort kam die einzige Tochter des Paares zur Welt. Beim Rückzug der deutschen Truppen aus Polen fiel Lorenz Vogelsamer.
Nach dem Ende des Krieges heiratete die verwitwete Künstlerin ihren Jugendfreund Hermann Bilger, den Geschäftsführer der Molkerei Bilger. Das Paar bekam zwischen 1946 und 1958 sechs gemeinsame Kinder und hatte nun insgesamt sieben zu umsorgen. Trotzdem unternahm Anneliese Bilger-Geigenberger in den folgenden Jahren zahlreiche Reisen, die ihr Schaffen beeinflussten. Ihre Werke sind heute als „Geigenberger-Hinterglasmalerei“ bekannt. Ab 1975 gab sie auch Kurse für Hinterglasmalerei an der Volkshochschule Ulm. Zudem war sie als Innenarchitektin tätig. In diesem Zusammenhang erwarb sie alte Häuser und gestaltete sie neu, um sich dann jeweils dem nächsten zu widmen. Ihren Lebensabend verbrachte sie in Ulm, wo sie am 27. Dezember 2006 im Alter von 92 Jahren starb.

## Werke (Auswahl)
Im Folgenden werden einige Glasmalereien von Anneliese Bilger-Geigenberger aufgeführt:
- Ansicht von Stettin
- Blumenstillleben
- Familie
- Stillleben mit Blumenstrauß
- Stillleben mit Flasche
- Stillleben mit Orchideen
- Straßencafé in Paris
- Straßenszene in Paris

## Ausstellungen (unvollständig)
- Museum Ulm: Ulmer Ausstellergemeinschaft – Anneliese Bilger-Geigenberger – Annemarie Hammer-Fleck – Walter Hammer, 1961[6]
- Künstlerhaus: Retrospektive zur Ausstellung vom 8. Oktober bis 7. November 2004, 2004
- Museum Ulm: Animalisch!, 2014